# Phil Jones (climatologo)
Philip Douglas Jones, conosciuto come Phil Jones (Redhill, 22 aprile 1952), è un climatologo britannico.

## Biografia
Jones ha conseguito il Bachelor of Arts in Scienze ambientali all'Università di Lancaster nel 1973 e ha proseguito gli studi all'Università di Newcastle, dove ha conseguito il Master of Science nel 1974 e il Ph.D in idrologia nel 1977. Dopo il dottorato è entrato come ricercatore all'Università dell'Anglia Orientale, dove ha svolto l'intera carriera accademica.  Nel 1998 è diventato professore, ricoprendo contemporaneamente l'incarico di direttore della Climatic Research Unit della stessa università. Nel 2016 ha lasciato il suo incarico e si è ritirato anche dall'insegnamento ed è stato nominato professore emerito. Gli studi di Jones hanno riguardato principalmente il cambiamento climatico e la paleoclimatologia. Jones è autore o coautore di più di 400 pubblicazioni.